# 아이자와 치즈루
아이자와 치즈루(相沢千鶴)는 《침략! 오징어 소녀》에 등장하는 등장인물이다. 투니버스 더빙판 이름은 '두루미'.

## 소개
아이자와 가의 첫째이자 장녀. 연령 불명. 성장 배경도 알려진 바가 없지만,　스스로 “소년 만화에서 얘기해도 돼?”라고 말할 정도로 복잡한 모양이다.
부모님이 없는(그 이유는 설명되어 있지 않음) 아이자와 가에 있어서 최연장자. ‘레몬’에서는 요리 담당을 맡고 있다.
얌전한 치유계의 겉모습, 대범하고 의젓한 언행과는 정반대로 속이 새까맣고 빈틈이 없다.
가족을 대단히 소중하게 생각하여 가족에게 해를 끼치는 사람에게는 무섭게 대한다. 한편 가족(주로 오징어 소녀)의 행동이 다른 사람에게 폐를 끼치는 경우도, 때로는 엉뚱한 방법을 섞어서 나무라거나 제지한다. 그런 행동들은 ‘레몬’이나 아이자와 가에 관련되는 트러블을 해결하기 위함이다.
에이코와 오징어 소녀가 당첨된 복권의 소유권을 놓고 다투자 거기에 개입해서 어부지리를 얻기도 하고, 신디가 오징어 소녀에게 세뇌를 걸자 새우 요리를 이용해 원래대로 돌려놓거나 하는 것들도 전부 그런 이유에서이다.
가게 주인으로서는 배짱이 두둑한 아이디어 우먼이어서, 오징어 소녀를 처음 만났을 때 오징어 소녀가 재채기를 하면서 내뱉은 먹물을 뒤집어 쓰고도 전혀 동요하지 않고 “조금 오징어 느낌이구나”라고 평가했다. 거기에 그 먹물 맛을 보고 오징어먹물 스파게티를 떠올려 ‘레몬’의 간판 메뉴로 만들기도 했다.

## 특징
머리카락은 검은색(겉으로 보기엔 파란색)의 롱헤어. 눈은 근시이지만 평상시에는 안경이나 콘택트 렌즈를 사용하지 않고 실눈을 뜨는 것으로 대신하고 있다. 눈을 크게 뜰 때는 기본적으로 전투 모드이기 때문에, 콘택트 렌즈를 해서 눈을 뜨고 다녔을 때는 오징어 소녀나 에이코는 두려워했고 대부분의 사람들은 치즈루라고 알아채지 못했다.

## 능력
전투력은 엄청나게 강하다. ‘레몬’을 빼앗으려고 진심으로 공격해온 오징어 소녀의 초고속 촉수를 가볍게 피한 뒤 식칼(애니메이션에서는 수도)로 모두 잘라 떨어뜨리는 등, 전투력에 있어서는 오징어 소녀보다 한 수 위. 그 전투력으로 주위에서 발생하는 온갖 트러블을 수습한다. 또 오징어 소녀의 침략 행위 등 각종 트러블이 일어나는 것을 억제하는 힘을 갖고 있다.
전투력의 기본이 되는 신체능력 또한 상당히 높은 것으로 보이는데, 오징어 소녀가 한 달에 걸쳐 걸은 거리를 이틀만에 주파하는 지구력과 볼링으로 힘들이지 않고 퍼펙트를 내는 정도의 운동신경을 가졌다.
애니메이션에서는 비치발리볼 대회 결승에서 가면 라이더 반야(나중에 설명)가 되어 에이코 대신 들어간 다음, 오징어 소녀과 함께 음속을 넘는 스파이크를 넣어 우승을 따냈다)애니메이션 12화 A).
매우 예민한 감각을 겸비하고 있어서 바보 트리오가 투명화 슈트를 입고 접근 했을 때에 기척을 느끼거나, 날아다니는 모기나 파리를 보지 않고도 잡을 수 있다.
특수한 권법을 체득하고 있는 것 같고, 체중계를 멀리서 두동강이 내버리거나 사본 관수로 벽을 뚫어버리기도 하며 심지어 오징어 소녀가 잡은 바퀴벌레를 꼬챙이로 정확하게 쏘아 맞히는 것도 가능하다.
초능력도 가지고 있는지 마술이라고 자칭하면서 숟가락을 부러뜨려 머리 부분을 날려버린 적이 있다. 또 어두운 곳에서도 사물을 정확하게 인식할 수 있다.

## 취향
평소의 행실을 보면 상냥하게 신경 써주는 모습을 보이는 한편, 다른 사람(주로 오징어 소녀)를 가지고 놀면서 즐기는 새디스트적인 면도 있다.
취미는 커피캔 모으기. 다만 본인이 말할 때까지 여동생 에이코조차 깨닫지 못하고 있었다.
좋아하는 음식은 슈.
개인용 전투복을 가지고 있고 병기류의 가격을 잘 알고 있는 등, 군사 문제에 조예가 깊다.
좋아하는 남성의 타입은 “건강한 피부색에 체격이 좋고 밀리터리 룩의 옷을 입은 사람. 헬멧·조끼·부츠·무기도 있으면 훨씬 멋지다”고 한다.

## 주변관계
기본적으로는 온화한 성격이지만 일단 화나게 만들면 상당히 무서워서 오징어 소녀나 에이코도 그 면에 대해서는 꼼짝도 하지 못한다. 특히 오징어 소녀는 침략하려 했다가 치즈루에게 제압당안 것이 트라우마가 되어서 악의로 장난을 치고 나서도 치즈루에게 혼나는 것을 매우 두려워하고 있다.
다른 사람을 대할 때는 느긋하고 타고난 덜렁이처럼 보이는 면도 있어서, 이소자키가 헌팅을 걸자 태연히 받아주기도 하고, 바보 트리오의 마틴이 팬인척 하며 머리카락이나 혈액을 요구했을 때 에 아무렇지도 않게 건네주기도 한다. 또 여름 축제에서 이소자키와 함께 있는 고로를 만났을 때, 고로가 자신에게 호의를 보이고 있는걸 보면서도 다른 사람에 대한 헌팅을 격려하여 고로를 풀죽게 했다.
또한 요리중에 벽에 커다란 구멍을 뚫어버리고 마는 도짓코적인 면도 있다.

## 그 외
인간이라곤 믿을 수 없는 경이적인 능력들을 본 연구소 멤버들로부터 “우주인이 아닌가?”하는 의심을 받은 적이 있다(사실 나기사도 그렇게 생각하고 있었다).
심지어 나기사는 ‘인류에게 있어서 가장 큰 위협은 혹시 오징어 인간이 아니고……(치즈루가 아닐까)’라고 생각하기도 했다.
키요미에게는 ‘오징어 소녀의 예쁜 언니’로 인식되고 있다.
인체의 혈에 대한 지식도 있는 것 같지만 어딘가 잘못된 듯 해서, 오징어 소녀의 ‘키가 자라는 혈’을 누르려다가 실수해서 자칫 승천시켜 버릴 뻔한 적이 있다.
알려진 거의 유일한 약점은 ‘간지럼에 상당히 약하다’는 것이지만, 오징어 소녀가 간지럼을 태우려 한 게 급소를 빗나가서 반대로 치즈루에게 당하고 말았다.
현지의 유력자들에게도 얼굴이 알려져 잘 통하는 모양이라, 오징어 소녀와 두 번째 여름 축제에 갔을 때 에이코가 오징어를 파는 포장마차가 있을 까봐 걱정했지만 “일단 없으니까 괜찮아”라고 말하고 있다(제146화).
오징어 소녀가 치즈루에 대해 가지고 있는 이미지는 ‘나마하게’.
체중에 신경을 쓰며, 다이어트를 하고 있다.

## 오징어 소녀에 대한 호칭
오징어 소녀를 부를 때는 ‘イカ娘ちゃん 이카무스메쨩[*]’이라고 부른다.